# ジョン・ラブレス (第5代ラブレス男爵)
第5代ラブレス男爵ジョン・ラブレス（英語: John Lovelace, 5th Baron Lovelace、1702年以降/1705年頃 – 1709年5月20日）は、イングランド貴族。

## 生涯
第4代ラブレス男爵ジョン・ラブレスとシャーロット・クレイトン（Charlotte Clayton、1749年4月12日没、サー・ジョン・クレイトンの娘）の息子として生まれた。1708年冬に父と共にニューヨークに渡った。
1709年5月6日に父が死去すると、ラブレス男爵の爵位を継承したが、その時点で6歳に満たず、わずか2週間後の1709年5月20日におそらくニューヨークへの船旅でかかった病気により死去、ニューヨークのトリニティ教会に埋葬された。わずか1歳の弟ネヴィルが爵位を継承した。